# Liste der Orte im Kreis Buzău

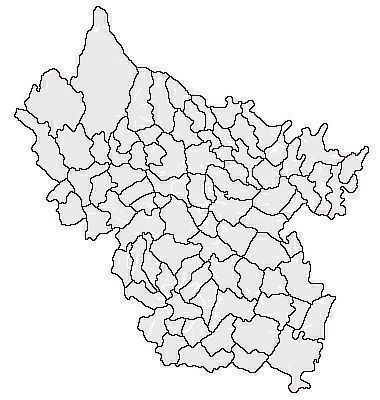
Gemeinden des Kreises Buzău

Der Kreis Buzău in Rumänien besteht aus offiziell 488 Ortschaften. Davon haben 5 den Status einer Stadt, 85 den einer Gemeinde. Die übrigen sind administrativ den Städten und Gemeinden zugeordnet.

## Städte
| - Buzău - Nehoiu | - Pătârlagele - Pogoanele | - Râmnicu Sărat |

## Gemeinden
| - Amaru - Bălăceanu - Balta Albă - Beceni - Berca - Bisoca - Blăjani - Boldu - Bozioru - Brădeanu - Brăești - Breaza - Buda - C. A. Rosetti - Calvini - Cănești - Cătina - Cernătești - Chiliile - Chiojdu - Cilibia - Cislău - Cochirleanca - Colți - Costești - Cozieni - Florica - Gălbinași | - Gherăseni - Ghergheasa - Glodeanu Sărat - Glodeanu-Siliștea - Grebănu - Gura Teghii - Largu - Lopătari - Luciu - Măgura - Mânzălești - Mărăcineni - Mărgăritești - Merei - Mihăilești - Movila Banului - Murgești - Năeni - Odăile - Padina - Pănătău - Pardoși - Pârscov - Pietroasele - Podgoria - Poșta Câlnău - Puiești (Gemeindesitz: Puieștii de Jos) | - Racovițeni - Râmnicelu - Robeasca - Rușețu - Săgeata - Săhăteni - Săpoca - Sărulești - Scorțoasa - Scutelnici - Siriu (Gemeindesitz: Lunca Jariștei) - Smeeni - Stâlpu - Țintești - Tisău - Topliceni - Ulmeni - Unguriu - Vadu Pașii - Vâlcelele - Valea Râmnicului - Valea Salciei - Vernești - Vintilă Vodă - Viperești - Zărnești - Ziduri |

## A
| - Albești - Aldeni - Alexandru Odobescu | - Aliceni - Aluniș - Amara | - Anini - Arbănași - Arcanu |

## B
| - Băbeni - Băceni - Bădeni - Bădila - Băești - Băile - Băjani - Bălaia - Bălănești - Bâlhacu - Balta Tocila - Băltăgari - Băltăreți - Bălteni | - Banița - Bărăști - Bărbuncești - Bâsca Chiojdului - Bâsca Rozilei - Bâscenii de Jos - Bâscenii de Sus - Batogu - Beciu - Begu - Beilic - Bentu - Bercești - Beșlii | - Boboc - Bodinești - Bordușani - Brădeanca - Brăgăreasa - Brătilești - Brebu - Buda Crăciunești - Budești - Budișteni - Budrea - Buduile - Buștea |

## C
| - Căldărăști - Căldărușa - Căldărușeanca - Calea Chiojdului - Câlțești - Călțuna - Câmpeni - Câmpulungeanca - Cândești - Căpățânești - Capu Satului - Caragele - Cărătnău de Jos - Cărătnău de Sus - Cârligu Mare - Cârligu Mic - Cârlomănești - Cărpiniștea - Cașoca | - Casota - Cătiașu - Ceairu - Chiperu - Chirlești - Ciobănoaia - Ciocănești - Cioranca - Cireșu - Ciuta - Clondiru de Sus - Clondiru - Coca-Antimirești - Coca-Niculești - Cocârceni - Coconari - Cojanu - Colibași | - Colțăneni - Colțeni - Colții de Jos - Colțu Pietrii - Comisoaia - Corbu (Cătina) - Corbu (Glodeanu-Siliștea) - Corneanu - Costieni - Costomiru - Coțatcu - Cotorca - Cotu Ciorii - Crâng - Crevelești - Cuculeasa - Curcănești - Curmătura |

## D
| - Dâlma - Dâmbroca - Dănulești - Dara | - Dăscălești - Dealu Viei - Dedulești - Deleni | - Dobrilești - Dogari - Dulbanu |

## F
| - Fântânele (Mărgăritești) - Fântânele (Năeni) - Fața lui Nan - Fințești - Fișici | - Florești - Focșănei - Fotin - Frăsinet - Fulga | - Fundata - Fundăturile - Fundeni - Furtunești |

## G
| - Găgeni - Gara Bobocu - Gara Cilibia - Găvanele - Găvănești - Ghiocari - Ghizdita - Glodu-Petcari - Glodurile - Goicelu | - Goidești - Golu Grabicina - Gomoești - Gonțești - Gorâni - Gornet - Grabicina de Jos - Grabicina de Sus - Grăjdana - Greceanca | - Gresia - Groșani - Gura Bădicului - Gura Bâscei - Gura Câlnăului - Gura Dimienii - Gura Făgetului - Gura Sărății - Gura Siriului - Gura Văii |

## H
| - Haleș | - Heliade Rădulescu | - Homești |

## I
| - Ileana - Istrița de Jos - Ivănețu | - Izvoarele - Izvoranu - Izvoru (Cozieni) | - Izvoru (Tisău) - Izvoru Dulce (Beceni) - Izvoru Dulce (Merei) |

## J
| - Jghiab | - Joseni |

## L
| - Lacu - Lacu cu Anini - Lacu Sinaia - Lacurile - Lanurile - Leiculești - Lera - Limpeziș | - Lipănescu - Lipia - Livada Mică - Livada - Lopătăreasa - Lunca (Amaru) - Lunca (C.A. Rosetti) | - Lunca (Pătârlagele) - Lunca (Puiești) - Lunca Frumoasă - Lunca Jariștei - Lunca Priporului - Luncile - Lungești |

## M
| - Măcrina - Măguricea - Manasia - Mănăstirea - Mânăstirea Rătești - Mânzu - Mărgăriți - Mărgineanu | - Mărunțișu - Mătești - Maxenu - Mierea - Mitropolia - Mlăjet - Modreni - Moisica | - Moșești - Movila Oii - Movilița - Mucești-Dănulești - Muscel - Mușcel - Muscelu Cărămănești - Mușcelușa |

## N
| - Negoșina - Nehoiașu - Nemertea - Nenciu | - Nenciulești - Nicolești - Niculești | - Nișcov - Nistorești - Nucu |

## O
| - Odaia Banului - Ogrăzile - Ojasca | - Olari - Oleșești | - Oratia - Oreavul |

## P
| - Pâclele - Păcurile - Pădurenii - Pălici - Păltineni - Păltiniș - Pârjolești - Pârscovelu - Pestrițu - Petrăchești - Petrișoru - Piatra Albă - Pietraru - Pietroasa Mică - Pietrosu - Pinu | - Pitulicea - Plăișor - Plaiu Nucului - Plavățu - Plescioara - Pleșcoi - Pleșești (Berca) - Pleșești (Podgoria) - Pleși - Plevna - Plopeasa - Plopi - Ploștina - Podu Muncii - Poenițele - Pogonele | - Poiana Pletari - Poiana Vâlcului - Poienile - Policiori - Posobești - Poșta (Cilibia) - Poșta (Topliceni) - Potârnichești - Potecu - Potoceni - Proșca - Pruneni - Puieștii de Jos - Puieștii de Sus - Punga |

## R
| - Răducești - Râpile - Rătești - Recea | - Robești - Roșioru - Rubla | - Ruginoasa - Runcu - Rușavăț |

## S
| - Salcia - Sălcioara - Șarânga - Sărata - Sărata-Monteoru - Sârbești - Săreni - Sările - Sările-Cătun - Săsenii Noi - Săsenii pe Vale - Săsenii Vechi - Satu Nou (Glodeanu-Siliștea) - Satu Nou (Mihăilești) | - Satu Vechi - Sătuc - Scăeni - Scărișoara - Scărlătești - Scoroșești - Scorțeanca - Scurtești - Secuiu - Sergent Ionel Ștefan - Sibiciu de Jos - Sibiciu de Sus - Șindrila - Slobozia | - Smârdan - Smeești - Sorești - Spătaru - Spidele - Stăncești - Stănila - Stăvărăști - Știubei - Strezeni - Stroești - Șuchea - Sudiți (Gherăseni) - Sudiți (Poșta Câlnău) |

## T
| - Tăbăcari - Tăbărăști - Târcov - Târlele - Tâțârligu - Tătulești | - Tega - Teișu - Terca - Tocileni - Toropălești - Trestia | - Trestieni - Trestioara (Chiliile) - Trestioara (Mânzălești) - Tronari - Tulburea |

## U
| - Udați-Lucieni - Udați-Mânzu | - Ulmet | - Ursoaia |

## V
| - Văcăreasca - Vadu Oii - Vadu Sorești - Vâlcele - Valea Banului - Valea Cătinei - Valea Cotoarei - Valea Fântânei - Valea Largă - Valea Largă-Sărulești - Valea lui Lalu - Valea Lupului - Valea Nucului | - Valea Părului - Valea Purcarului - Valea Puțului Merei - Valea Ratei - Valea Roatei - Valea Salciei-Cătun - Valea Sălciilor - Valea Șchiopului - Valea Sibiciului - Valea Stânei - Valea Ștefanului - Valea Ursului - Valea Verzei | - Valea Viei - Văleanca-Vilănești - Vârf - Varlaam - Vârteju - Văvălucile - Viforâta - Vinețisu - Vintileanca - Vispești - Vizireni - Vlădeni |

## Z
| - Zaharești - Zăplazi - Zăpodia | - Zărneștii de Slănic - Zeletin - Zilișteanca | - Zoița - Zorești |